# Victor Ernst Nessler

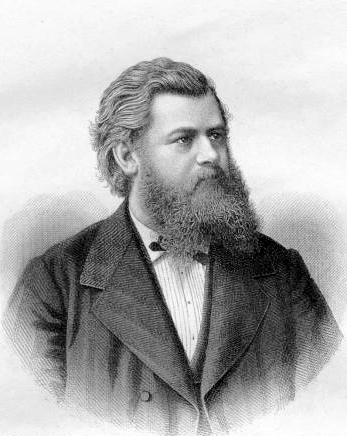
Victor Ernst Nessler

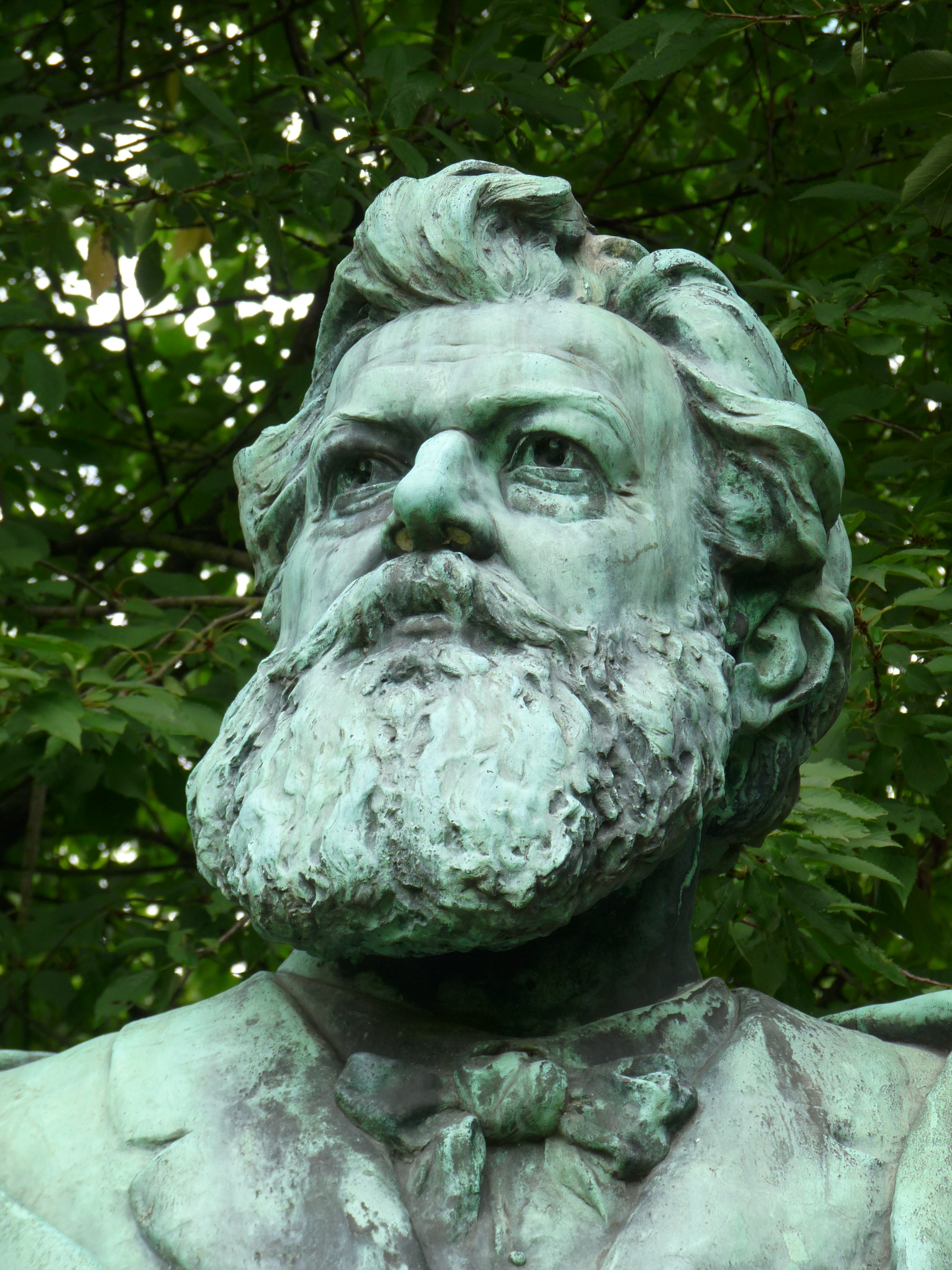
Nessler-Büste in Straßburg

Victor (oder: Viktor) Ernst Nessler (eigentlich: Neßler; französisch Victor Erneste Nessler) (* 28. Januar 1841 in Baldenheim bei Schlettstadt; † 28. Mai 1890 in Straßburg) war ein deutscher Komponist.

## Leben

### Kindheit und Jugend
Nessler war das fünfte Kind des Pfarrers Carl Ferdinand Nessler und dessen Ehefrau Wilhelmine geborene Kampmann. Mütterlicherseits war er entfernt verwandt mit Ludwig van Beethoven. Seine Kindheit verlebte er in Barr, wohin sein Vater bald nach seiner Geburt versetzt worden war. Bereits mit drei Jahren zeigte sich Victors außergewöhnliches musikalisches Talent, als er ohne jede Anleitung, nur durch Beobachten seiner älteren Schwester, Klavier zu spielen begann. Seit seinem achten Lebensjahr erhielt Victor Klavierunterricht und machte darin schnelle Fortschritte, doch lehnte sein Vater es ab, ihn öffentliche Konzerte geben zu lassen, da er wünschte, dass sein Sohn in seine Fußstapfen als Pfarrer treten sollte.
Seit 1854 besuchte Victor Nessler das evangelische Gymnasium in Straßburg. In dieser Zeit trat er in den Chor „Sternenkränzel“ ein, den der bekannte Organist und Komponist Georg Friedrich Theophil Stern leitete. Hier lernte er auch seine spätere Ehefrau kennen.

### Theologiestudium in Straßburg
Dem Wunsch seines Vaters entsprechend, studierte Nessler nach dem Schulabschluss evangelische Theologie an der Universität Straßburg. 1861 trat er in die Schwarzburgbund-Verbindung Wilhelmitana Straßburg ein, für die er auch das Bundeslied komponierte. Zugleich nahm er Privatstunden im Komponieren bei seinem Chorleiter Stern. Mit seiner Hilfe und Unterstützung konnte Nessler erfolgreich als Musiker debütieren. Nessler vertonte in dieser Zeit mehrere Psalmen (u. a. den 125., 136. und 137.) sowie zahlreiche weitere Texte mit religiösem Inhalt.
Während des Studiums befreundete sich Nessler mit seinem Theologie-Kommilitonen Edmund Febvrel. Dieser schrieb nebenher ein Libretto für eine Oper über Fleurette de Nérac, die Jugendliebe des französischen Königs Heinrich IV. Hierzu komponierte Nessler die Musik, und am 15. März 1864 wurde die Oper Fleurette am Städtischen Theater in Straßburg uraufgeführt. Die Premiere geriet zu einem großen Erfolg, führte aber beinahe zur Zwangsexmatrikulation beider Urheber. Als Nessler freiwillig ausschied, durfte Febvrel sein Theologiestudium fortsetzen. Er wurde später Prediger in St. Dié-des-Vosges (Sankt Diedold), starb jedoch früh.

### Musikerlaufbahn in Leipzig
Nesler beschloss nach diesem Vorfall, dem Theologiestudium ganz den Rücken zu kehren und hauptberuflich Musiker zu werden, und lernte zunächst bei dem Komponisten Ludwig Liebe in Straßburg. Der junge Komponist ging daraufhin nach Leipzig, wo er sich hauptsächlich von Eduard Bernsdorf und Moritz Hauptmann weiter ausbilden ließ, aber auch Inspirationen von anderen Komponisten empfing, unter ihnen Ferdinand David, Ignaz Moscheles, Carl Reinecke und Salomon Jadassohn. Seinen Lebensunterhalt sicherte sich Nessler einstweilen als Musiklehrer.
Neslers Hauptinteresse galt zunächst der Komposition von Chorwerken, und so wurde er der Leiter mehrerer Männergesangsvereine, was schließlich 1880 darin mündete, dass er die Leitung von deren Dachverband, dem Leipziger Sänger-Bund, übernahm.
1867 feierte er mit seiner romantischen Zauberoper Dornröschens Brautfahrt erneut einen großen Erfolg. Es folgten zwei weitere einaktige Opern, Am Alexandertag und Nachtwächter und Student, sowie die Operette Die Hochzeitsreise. Diese Werke, aber auch die folgende Oper Irmingard wurden vom Publikum zwar wohlwollend aufgenommen, aber der ganz große Erfolg blieb ihnen versagt. 1870 wurde Nessler als Chordirigent  und Musikdirektor an das Leipziger Stadttheater verpflichtet, wo er bis 1879 blieb. Anschließend übernahm er die Aufgaben eines Kapellmeisters am Carola-Theater (Leipzig).

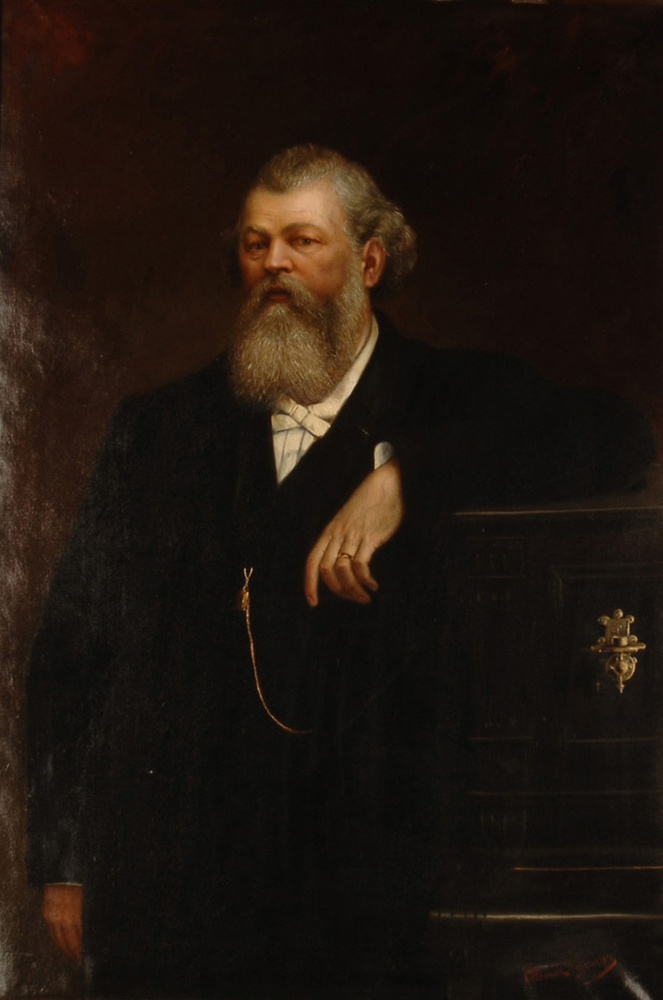
Victor Nessler, in den 1880er Jahren gemalt von Ottomar Weymann, Musée d’Art moderne et contemporain de Strasbourg

Schließlich schlug die am 19. März 1879 in Leipzig uraufgeführte Oper Der Rattenfänger von Hameln beim Publikum glänzend ein. Im Volksmund wurde er liebevoll „der Vogesenbär“ oder auch doppelsinnig-spaßhaft „Viktor der Lieder-liche“ genannt, und zu seinem 41. Geburtstag organisierte man eine große Feier mit Fackelzug, an der Hunderte teilnahmen.
Nach weiteren, allerdings weniger spektakulären Erfolgen erlebte Nessler am 4. Mai 1884 mit seiner Oper Der Trompeter von Säckingen (Schreibweise damals: Säkkingen) einen sensationellen Erfolg, der ihn quasi über Nacht im gesamten deutschsprachigen Raum bekannt machte und bereits 1887 auch in der Metropolitan Opera in New York City aufgeführt wurde. Insbesondere die Arie daraus: Das ist im Leben hässlich eingerichtet brachte es zu volksliedhafter Popularität, und ihr Kehrreim: „Behüt dich Gott, es wär zu schön gewesen, behüt dich Gott, es hat nicht sollen sein“ wurde geradezu sprichwörtlich bekannt; das Lied ist auch weiterhin im Repertoire zahlreicher Musiker enthalten. Bis heute ist es die Erkennungsmelodie der Stadtmusik Bad Säckingen, einem der größten Blasorchester im südbadischen Raum: dessen – in der Regel historisch gekleideter – erster Trompeter betätigt sich mit dem Lied als musikalischer Botschafter der Stadt.
1886 folgte die Oper Otto der Schütz, die sich aber als nicht wirklich zugkräftig erwies und deren Titel gelegentlich zu „Oh toter Schütz“ ironisch umgedeutet wurde.

### Lebensabend in Straßburg
1888 verließ Nessler Leipzig und kehrte ins Elsass zurück. Er ließ sich in Straßburg nieder; in seiner letzten Oper, Die Rose von Straßburg, verarbeitete er Ereignisse aus dem Elsass (darunter die Hirsebreifahrt) nach dem Vorbild der Meistersinger von Nürnberg des von ihm bewunderten Richard Wagner. Die Oper wurde in Nesslers Anwesenheit 1890 in München uraufgeführt; die Aufnahme beim Publikum war allerdings verhalten: u. a. wurde die Nähe zu Wagner nicht überall günstig aufgenommen.
Kurz nach seiner Rückkehr aus München erlag Nessler einem Herz- und Nierenleiden (anderen Angaben zufolge einer Leberentzündung) in Straßburg. Auf dem St. Galler Friedhof im Stadtteil Königshofen fand er seine letzte Ruhestätte (Sektion 6-2-6/7).

## Persönliches
Bereits in früher Jugend verliebte sich Victor Nessler in eine gleichaltrige Mitsängerin im Straßburger „Sternenkränzel“ (s. o.), Maria Margarethe Julie Ehrmann (1841–1920). Ihr widmete er seine ersten Kompositionen und verlobte sich 1861 heimlich mit ihr. Allerdings waren ihre Eltern mit der Verbindung zunächst nicht einverstanden, so dass die Hochzeit erst am 27. Mai 1872 stattfinden konnte. Das Paar wurde von Victor Nesslers eigenem Vater in der Straßburger Nicolaikirche getraut.
Nach dem Tod ihres Mannes 1890 zog die Witwe nach Berlin. Julie und Victor Nesslers Sohn Ernst (1873–1934) wurde dort als Schauspieler und Theaterregisseur bekannt.
Nesslers gesamter Nachlass wurde 1912 von seiner Familie der Universität und Landesbibliothek in Leipzig als Geschenk überlassen.

## Ehrungen
Fünf Jahre nach seinem Todestag wurde ein Denkmal im Orangerie-Park in Straßburg enthüllt. Es handelt sich um eine bronzene Büste auf einem aufwendig gestalteten Sandsteinpostament. Das Denkmal war von dem Straßburger Künstler Alfred Marzolff gestaltet und in München gegossen worden.
Im sog. Musikerviertel der Straßburger Neustadt ist eine Straße nach Nessler benannt.
Am 27. November 2016 wurde neben dem Rathaus in Nesslers Geburtsort Baldenheim ein zweiteiliges Denkmal enthüllt: Auf zwei gegenüberstehenden Säulen befinden sich eine überlebensgroße Bronzeplastik des Komponisten und eine (deutlich kleinere, ebenfalls bronzene) Figur des Trompeters von Säckingen. Das Ensemble ist das Werk des Colmarer Bildhauers Jean-Luc Schické (* 1956).

## Werke (Auswahl)

### Vokalwerke
- Sechs Lieder für Baß (oder Bariton), op. 9:
  - Ich habe dir alles gegeben
  - Geheimniß
  - Und du versagst es mir
  - Ich hab’ um dich geweinet
  - Um Liebe
  - Rath
- Zwei Lieder aus der Fremde, op. 10:
  - Lied der Waise
  - Am Mühlenstein
- Drei Volkslieder für vierstimmigen Männerchor, op. 11:
  - Bergstimme
  - Das gebrochene Herz
  - Scheidelied
- Zwei Lieder für Sopran, op. 12:
  - Viel tausend Blümlein auf der Au
  - In des Maies schönsten Tagen
- Zwei Lieder im Volkstone für vierstimmigen Männerchor, op. 13:
  - Wenn sich zwei Herzen scheiden
  - Schöne Wiege meiner Leiden (Text: Heinrich Heine):
- Vier Gesänge für Singstimme und Klavier, op. 14; darunter:
  - Ich liebe dich (Text: Heinrich Heine)
  - Sie liebten sich beide, doch keiner (Text: Heinrich Heine)
- Drei Lieder für vierstimmigen Männerchor a capella, op. 17:
  - Abendstille (Text: Rudolf Bunge)
  - Das Röslein (Text. Carl Wilhelm Contessa)
  - König Wein (Text: Rudolf Bunge)
- Des Postillons Liebchen für Singstimme, op. 18 (Text: Rudolf Bunge)
- Vier Lieder von Heine für eine Bassstimme, op. 19:
  - Ja, du bist elend (Text: Heinrich Heine)
  - Das alte Lied (Text: Heinrich Heine)
  - Warum sind denn die Rosen so blaß (Text: Heinrich Heine)
  - Am Kreuzweg wird begraben (Text: Heinrich Heine)
- Fremdes Glück, op. 20
- Drei Lieder für eine Sopran- oder Tenorstimme, op. 21:
  - Im wunderschönen Monat Mai (Text: Heinrich Heine)
  - Das zerbrochene Ringelein (Text: Joseph von Eichendorff)
  - Wehmuth (Text: Joseph von Eichendorff)
- Vier Lieder, op. 23; darunter:
  - Des Vaters Erbe (Text: Heinrich Heine)
  - Das gelbe Laub erzittert (Text: Heinrich Heine)
  - Bis ans Thor (Text: Julius Altmann)
- Zwei Lieder für Baß mit Pianoforte, op. 24:
  - Von blauen Veilchen war der Kranz (Text: Johann Friedrich Ludwig Bobrik)
  - Wohl hab ich manche Blume (Text: Rudolf Bunge)
- Im Walde, op. 25 (Text: Hermann Lingg)
- Der arme Peter für gemischten Chor, op. 26 (Text: Heinrich Heine)
- Deutsche Sprüchwörter, Trinklied für Bass solo und Männerchor, op. 27 (Text: Ludwig Adolph Stöber)
- Aus gebrochenem Herzen: acht Lieder, op. 28:
  - Leise zieht durch mein Gemüt (Text: Heinrich Heine)
  - Ich hab’ eine Rose geküßt
  - Letzter Wunsch
  - Thränen
  - Deine Blumen
  - Der schwere Abend
  - Waldesklage
  - Anfangs wollt' ich fast verzagen (Text: Heinrich Heine)
- Walzer für vierstimmigen Männerchor, op. 29
- Der Blumen Rache für Solotenorstimme mit Männerchor, op. 31 (Text: Ferdinand Freiligrath)
- Blätter der Liebe, op. 32:
  - Spielmannslied (Text: Emanuel Geibel)
  - Erste Liebe  (Text: Otto Prechtler)
  - Ewige Liebe (Text: Otto Prechtler)
- Zwei Lieder für vierstimmigen Männerchor, op. 33:
  - Letzter Gruß
  - Ein wenig Wein, ein wenig Liebe
- Drei Lieder von Goethe für Singstimme und Pianoforte, op. 34; darunter:
  - Wanderers Nachtlied (Der du von dem Himmel bist) (Text: Johann Wolfgang von Goethe)
  - Wanderers Nachtlied (Über allen Gipfeln ist Ruh') (Text: Johann Wolfgang von Goethe)
- Blumenlieder. Vier Lieder für Singstimme und Pianoforte, op. 35:
  - Die Blümchen, sie flüstern (Text: Albert Brüning)
  - Die erwachende Rose (Text: Friedrich von Sallet)
  - Veilchen (Text: August Heinrich Hoffmann von Fallersleben)
  - Zephyr und Rose (Text: Friedrich von Sallet)
- Drei Lieder für Singstimme und Pianoforte, op. 36:
  - An den Mond
  - Ist es Wonne, ist es Schmerz (Text: Louise von Plönnies)
  - Du klarer Stern
- Drei Balladen für eine Singstimme mit Begleitung des Pianoforte, op 37:
  - Der wunde Ritter (Text: Heinrich Heine)
  - Der Rattenfänger (Text: Johann Wolfgang von Goethe)
  - Der Pilgrim von St. Just (Text: August von Platen)
- Schilflieder, op. 40 (Texte: Nikolaus Lenau):
  - Drüben geht die Sonne scheiden
  - Trübe wird’s, die Wolken jagen
  - Auf geheimem Waldespfade
  - Sonnenuntergang
  - Auf dem Teich
- 4 volksthümliche Lieder, op. 41:
  - Mein Stern (Text: Heinrich Heine)
  - Schöne Wiege meiner Leiden (Text: Heinrich Heine)
  - Vergißmeinnicht (Text: Heinrich Heine)
  - Mei Mueter mag mi net (Text: Heinrich Heine)
- Vier Lieder von Heinrich Heine, op. 43:
  - Ich hab im Traum geweinet (Text: Heinrich Heine)
  - Und wüßten’s die Blumen (Text: Heinrich Heine)
  - Ein Fichtenbaum steht einsam (Text: Heinrich Heine)
  - Die Thräne (Text: Heinrich Heine)
- Zwei Lieder für eine Singstimme und Pianoforte, op. 44:
  - Den Blumen Fried‘ und Ruh‘
  - Honi soit qui mal y pense. Bolero
- Der 137. Psalm. Für Chor, Solostimmen und Orchester oder Pianoforte, op. 45
- Aus gebrochenem Herzen. 2. Folge. Acht Lieder, op. 46:
  - Umsonst lacht der Vogel
  - Wenn du ein Herz gefunden
  - Welke Blumen
  - Ruhelos
  - Tiefstes Leid
  - Im Traume („Ich stand in dunkeln Träumen“)  (Text: Heinrich Heine)
  - Beim Abschied
  - Trost
- Drei Lieder für gemischten Chor, op. 47:
  - Im Wald, im hellen Sonnenschein (Text: Emanuel Geibel)
  - Beharre (Text: Helmina von Chézy)
  - Wenn sich zwei Herzen scheiden (Text: Emanuel Geibel)
- Vier Lieder für vierstimmigen Männerchor, op. 49
- Drei Lieder für dreistimmigen Frauenchor mit Pianoforte, op. 50:
  - Wer wollte stehn und trauern (Text: Adolf Böttger)
  - Morgenwanderung (Text: Emanuel Geibel)
  - Die Glücken läutern das Ostern ein (Text: Adolf Böttger)
- Fünf Lieder für eine Singstimme mit Pianoforte, op. 51: darunter:
  - Das stille Weh (Text: Konstantin von Tischendorf)
  - Gondellied (Text: Konstantin von Tischendorf)
  - Frage (Text: Konstantin von Tischendorf)
  - Abschied
  - Lied von der Juchhe
- Vier Gesänge von Hermann Lingg, op. 52:
  - Aus Nacht (Text: Hermann Lingg)
  - Schönster Lohn (Text: Hermann Lingg)
  - Dir (Text: Hermann Lingg)
  - Liebeswünsche (Text: Hermann Lingg)
- Vier Gedichte von Heine für vierstimmigen Männerchor, op. 53:
  - Du bist wie eine Blume (Text: Heinrich Heine)
  - Mädchen mit dem rothen Mündchen (Text: Heinrich Heine)
  - Aus alten Märchen winkt es (Text: Heinrich Heine)
  - Die alten, bösen Lieder (Text: Heinrich Heine)
- Heitere Stunden. Gesänge für vier Männerstimmen, op. 54, darunter:
  - Lieber Dorn, als Horn (Text: Adolf Grimminger)
  - Absagung
  - Liebeshändel (Text: Rudolf Löwenstein)
  - Unterm Fenschter (Text: Adolf Grimmiger)
  - Kiltgang (Text: Otto Banck)
  - Mir sein luscht’ge Finke
- Lieder für vierstimmigen Männerchor, op. 55
- Drei Grabgesänge für vierstimmigen Männerchor, op. 56:
  - Am Grabe eines Jünglings
  - Am Grabe einer Jungfrau
  - Letzter Gang
- Das Grab im Busento. Für Männerchor mit Orchester oder Pianoforte, op. 57 (Text: August von Platen)
- Vier Lieder für zwei Singstimmen und Pianoforte, op. 58
- Vier Lieder für vierstimmigen Männerchor, op. 59
- Drei Lieder für vierstimmigen Männerchor, op. 60:
  - Ungarröschen (Text: Rudolf Bunge)
  - Abendruhe (Text: Rudolf Bunge)
  - Lindauer Lied’l (Text: Rudolf Bunge)
- Acht Lieder für gemischten Chor, op. 61:
  - Frisch hinaus (Text: Friedrich Heinrich Oser)
  - Vesper (Tet: Josef Karl Benedikt)
  - Fliegt aus dem Nest ein Vögelein (Text: Friedrich Heinrich Oser)
  - Abendglocke (Text: Johann Nepomuk Vogl)
  - Der Frühling ist ein Postillon (Text: Ludwig Amandus Bauer)
  - Abendlied (Text: Gottfried Kinkel)
  - Im April (Text: Friedrich Heinrich Oser)
  - Am süßesten durfen die Blumen im Wald (Text: Friedrich Heinrich Oser)
- Vier Frühlingslieder für vierstimmigen Männerchor, op. 62:
  - Frühlingsglaube (Text: Johann Ludwig Uhland)
  - Frühlingslust (Text: Otto Banck)
  - Mailiedchen (Text: Julius Karl Reinhold Sturm)
  - Juninacht (Text: Adolf Böttger)
- Drei Lieder für eine Singstimme mit Pianoforte, op. 64
- Gesänge zu Pfingsten für Männerchor und Orchester, op. 65 (Text: A. Böttger)
- Sechs Lieder für Bariton mit Pianoforte, op. 66:
  - Waldesruhe
  - Unterm Apfelbaum (Text: Heinrich Pfeil)
  - Zwei Thränen
  - Stilles Lieben
  - Das hat der Sturm gethan
  - Verbotene Liebe
- An dieser Rose wird er mich erkennen, op. 67 (Text: Eduard Kauffer)
- Drei Lieder für zwei Singstimmen mit Pianoforte, op. 68:
  - Der Blume Tod (Text: Auguste Schmidt)
  - Das gebrochene Herz (Text: Rudolf Löwenstein)
  - Mitgefühl (Text: Friedrich Neßler)
- Vier Frühlingslieder für vierstimmigen Männerchor, op. 71:
  - Frühlingssehnsucht (Text: Friedrich Heinrich Oser)
  - Des Lenzes Sieg (Text: Friedrich Heinrich Oser)
  - Frühlingsabend (Text: Friedrich Heinrich Oser)
  - Frühlingssonntag (Text: Friedrich Heinrich Oser)
- Vier Lieder für vierstimmigen Männerchor, op. 72
- Fünf Lieder für vierstimmigen Männerchor, op. 73:
  - Unterm Lindenbaum (Text: Heinrich Pfeil)
  - Abendfrieden (Text: Heinrich Pfeil)
  - Abendsegen (Text: Heinrich Pfeil)
  - Drei Gläser (Text: Heinrich Pfeil)
  - Zum Quartett gehören vier (Text: Heinrich Pfeil)
- Klänge aus dem Elsaß für vierstimmigen Männerchor, op. 74:
  - An die Heimath (Lied eines Landmanns in der Fremde) (Text: Johann Gaudenz von Salis-Seewis)
  - Abendstille
  - Waldmeister
- Lieder aus Schwaben für eine Singstimme mit Pianoforte, op. 75:
  - Hell und trüb, ischt gut für d’Lieb’ („Schau wie d’Ros im Garte druß“)
  - Mei’ Zeit ischt verstriche (Text: Adolf Grimminger)
  - Am Schtrand („Wie-ni letscht am Schtrand beim Flieder“)
- Sechs Lieder für vierstimmigen Frauenchor a capella, op. 76:
  - Traue nicht (Text: Carl Preser)
  - An das Herz
  - Merzenluft (Text: Friedrich Heinrich Oser)
  - Das Röslein (Text. Carl Wilhelm Contessa)
  - Wanderers Nachtlied (Text: Johann Wolfgang von Goethe)
  - Wer wollte stehn und trauern (Text: Adolf Böttger)
- Vier Lieder im Volkston für vierstimmigen Männerchor, op. 77
- Fünf Lieder für gemischten Chor a capella, op. 78; darunter:
  - Erste Liebe (Text: Friedrich Heinrich Oser)
  - Oh Liebe, schönste Blume (Text: Friedrich Heinrich Oser)
  - So leicht ist Liebe
  - Oh, ist’s dieselbe Liebe nicht (Text: Friedrich Heinrich Oser)
- Lieder für eine Singstimme mit Pianoforte, op. 79:
  - Die Stunde naht, wir müssen scheiden (Text: Adolf Böttger)
  - Gestern, heute und morgen (Text: Gotthold Ephraim Lessing)
- Drei Lieder für vierstimmigen Männerchor, op. 82
- Drei Lieder für vier Stimmen, op. 83:
  - Die verfallene Mühle (Text: Johann Nepomuk Vogl)
  - Im Buchengrund, in grüner Nacht (Text: Franz Alfred Muth)
  - Sonntagsmorgen: „Die Glocken verklingen“ (Text: Franz Alfred Muth)
  - Im Merzen: „Es ist die Luft so weich und lind“ (Text: Franz Alfred Muth)
  - Und wenn am schönsten die Rose blüht (Text: Franz Alfred Muth)
- Die drei Schneider für Männerchor, Baß-Solo und Soloterzett, op. 84 (Text: Carl Herloßsohn)
- Der Kuß („O, wer den Kuß erfunden“) für eine Singstimme mit Pianoforte, op. 85
- Tanzlied („Rosenroth Mägdelein, sollst meine Tänzerin sein“) für vierstimmigen Männerchor, op. 86 (Text: Adolf Kleber)
- Drei Lieder im Volkston für vierstimmigen Männerchor oder Soloquartett, op 88:
  - Mit Lieb soll Koiner g’schpasse („Han’s immer gsagt“) (Text: Adolf Grimminger)
  - I weiss es Dörfli wundernett (Text: Hans Frick)
  - Mei’ Zeit ischt verschtriche (Text: Adolf Grimminger)
- Drei Gesänge für vierstimmigen Männerchor, op. 89:
  - Noch ist es Frühling
  - Abschied hat der Tag genommen (Text: Adolf Kleber) (Tonaufnahme)
  - Es rauscht im Laube
- Der Dritte für vierstimmigen Männerchor, op. 90 (Text: Adolf Schirmer)
- Der Frater Kellermeister. Ein rheinischer Schwank für Baß und Pianoforte, op. 91 (Text: Franz Alfred Muth)
- Perkeo für Bariton oder Baß mit Pianoforte, op. 92 (Text: Viktor von Scheffel)
- ‘S muß wohl für zwei sein für vierstimmigen Männerchor, op. 93
- Aufforderung zum Tanze („Wie wär' das Leben doch so arm“), Polkalied für vierstimmigen Männerchor, op. 94
- Sängers Frühlingschor („Was jubeln die Vöglein im Blüthenhag“) für zwei Männerchöre, op. 95
- Zwei Lieder für vierstimmigen Männerchor, op. 96, darunter:
  - Die Rheingauer Glocken (Text: Emil Rittershaus)
- Zwei Gesänge für vierstimmigen Männerchor, op. 97
- Die Linde für eine Gesangstimme und Pianoforte, op. 98 (Text: David Friedrich Strauß)
- Drei Lieder für vierstimmigen Männerchor, op. 99:
  - Gebrochenes Herz („Die Rosen und die Nelken“)
  - Beim hellen Mondenschein (Text: Heinrich Pfeil)
  - Mein schönster Kirchengang (Text: Heinrich Pfeil)
- Fünf Lieder für vierstimmigen Männerchor, op. 100, darunter:
  - Die Liebe wacht, der Abend sinkt
- Zwei Lieder für eine Gesangsstimme mit Pianoforte, op. 101
  - Des Trinkers Erbe (Es stand im Ahnenschlosse). Heitere Ballade für Baß oder Bariton mit Pianoforte
  - Sonst und jetzt für Bariton
- Drei Lieder für vier Männerstimmen, op. 102:
  - An Laura
  - Leb’ wohl, du schöner Wald,
  - Muß lieben, trinken, singen
- Drei Männerchöre, op. 103:
  - Abschied und Wiederkehr (Text: W. Osterwald)
  - Ave Maria (Leis sinkt der Dämm’rung Schleier) (Text: Matthias Jakob Schleiden)
  - In der Waldschenke (Wo lind des Waldes Lüfte wehn) (Text: Hartwig Köhler)
- Die armen zweiten Tenoristen. Heitere Szene für Männerchor mit Solostimme, op. 104
- (Werknummer unbekannt oder nicht vergeben):
  - Du hast mich lieb, ich weiß es. Für eine tiefe Stimme (1883; Text: Max Lündner)
  - Junge Liebe (Text: Georg Karl Claudius alias Friedrich Ehrenberg)
  - Wer nie sein Brod mit Thränen aß (Text: Johann Wolfgang von Goethe)
- Der 125. Psalm
- Der 136. Psalm

### Bühnenwerke
- Fleurette. Oper. Libretto: Edmund Febvrel. Uraufführung 1864 in Straßburg
- Dornröschens Brautfahrt. Oper. Libretto: Rudolf Bunge (Digitalisat). Uraufführung 1867 in Leipzig
- Die Hochzeitsreise. Operette. Uraufführung 1867 in Leipzig
- Nachtwächter und Student. Oper in einem Akt. Libretto: Ernst Engelhardt und Theodor Körner. Uraufführung 1868 in Leipzig
- Am Alexandertag. Oper in einem Akt. Uraufführung 1869 in Leipzig
- Irmingard. Oper in drei Akten. Libretto: Rudolf Bunge (Digitalisat). Uraufführung 1876 in Leipzig
- Der Rattenfänger von Hameln. Oper in 5 Akten. Libretto: Friedrich Hofmann (nach Julius Wolff) (Digitalisat). Uraufführung 19. März 1879 in Leipzig
- Der wilde Jäger. Oper in 4 Akten. Libretto: Friedrich Hofmann (nach Julius Wolff) (Digitalisat). Uraufführung 1881 in Leipzig
- Der Trompeter von Säkkingen. Oper in einem Vorspiel und 3 Akten. Libretto: Rudolf Bunge (nach Joseph Victor von Scheffel). Uraufführung 1884 in Leipzig
- Otto der Schütz. Oper in 4 Akten. Libretto: Rudolf Bunge (nach Gottfried Kinkel) (Digitalisat). Uraufführung 1886 in Leipzig
- Die Rose von Straßburg. Oper. Libretto: Friedrich Ehrenberg. Uraufführung 1890 in München

## Diskographie
- Kölner Rundfunkorchester, Helmuth Froschauer: Der Trompeter von Säckingen. Capriccio 1997.